# Radiärstrimmig venusmussla
Radiärstrimmig venusmussla (Timoclea ovata) är en musselart som först beskrevs av Thomas Pennant 1777.  Radiärstrimmig venusmussla ingår i släktet Timoclea och familjen venusmusslor. Arten är reproducerande i Sverige. Inga underarter finns listade i Catalogue of Life.
Timoclea ovata var. marmorata

Höger och vänster klaff av samma exemplar:

Höger klaff
Vänster klaff

Timoclea ovata var. paucicostata

Höger och vänster klaff av samma exemplar:

Höger klaff
Vänster klaff